# Glaresis methneri
Glaresis methneri es una especie de coleóptero de la familia Glaresidae.

## Distribución geográfica
Habita en Angola, República Democrática del Congo y Tanzania.